# Cuerda (náutica)

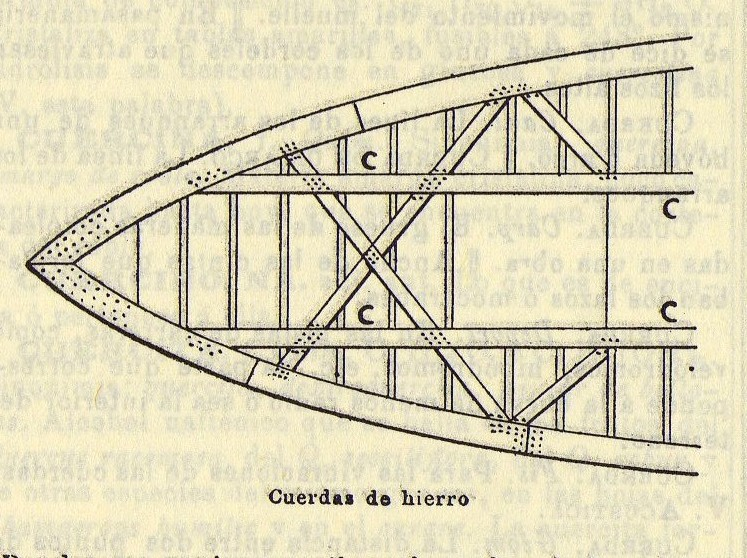
Cuerdas de hierro

En náutica, se conoce con el nombre de cuerda la hilada de tablones de mayor grueso o fuerza que los demás en una cubierta, y que se coloca de popa a proa en el medio de la misma, yendo endentados en los baos para mayor solidez. Se la llama cuerda superior.
También recibe este nombre el bao de menores dimensiones que los generales de una nave, y que, con estos, forma el sostén de la cubierta y sus accesorios. Pueden ser varios y reciben el nombre de la cubierta que sostienen. Así, se dice cuerda de los baos de la cubierta principal, cuerda de los baos del sollado, etc. Se usa más en plural.
Se denomina asimismo cuerda cada uno de los pedazos de madera que salen del plan de popa formando a manera de alero, para constituir el piso de los navíos. Se usa más en plural.
Cuerdas son también las piezas que van de popa a proa, por debajo de los baos, y en su medianía, y que endentados con ellos, prestan mayor solidez al conjunto. Se usa más en plural.
También son los maderos que se endentan con los baos y latas de popa a proa, en su mitad, apoyándose en los puntales de las cubiertas. Se usa más en plural.
Se llaman cuerdas de hierro a las vagras compuestas de planchas estrechas, colocadas longitudinalmente sobre los baos de las cubiertas, contra las brazolas de las escotillas para afirmarlas. Llevan los nombres de los baos sobre los cuales se remachan.
Cuerdas de los pasamanos son las piezas colocadas ente el alcázar y el castillo para formar sobre ellas los pasamanos.
Cuerda durmiente es la traca escuadrada que corre de popa a proa por debajo de los baos, con los cuales se endenta, sirviendo de curva valona y de peralto.